# Joachim Brudziński

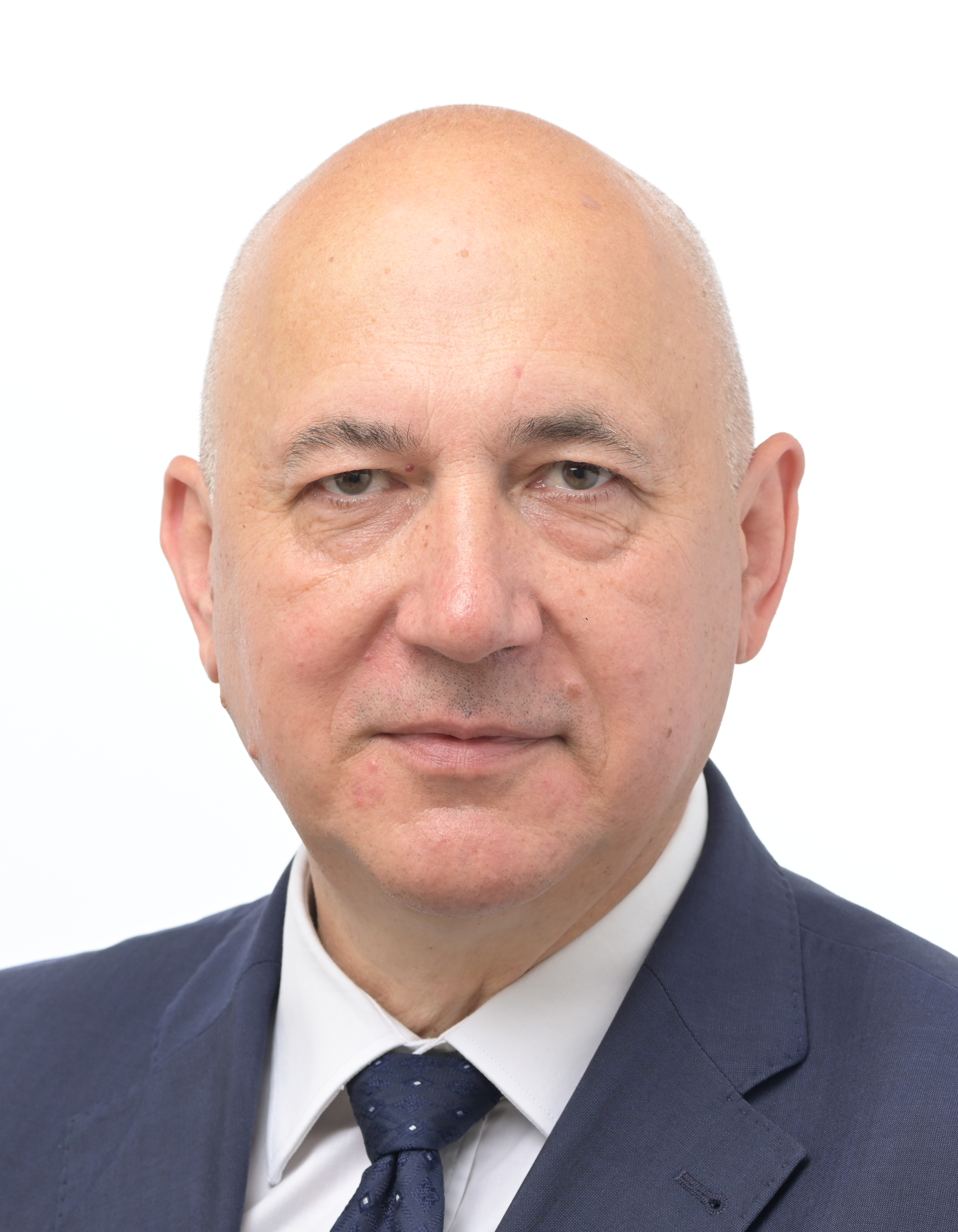
Joachim Brudziński (2024)

Joachim Stanisław Brudziński (* 4. Februar 1968 in Świerklaniec) ist ein polnischer Politiker (PiS), Hochschullehrer, Politologe und Abgeordneter des Sejm in der V., VI., VII. und VIII. Wahlperiode. Ab dem 12. November 2015 war er einer der Vizemarschälle (Vizepräsidenten). Von Januar 2018 bis Juni 2019 war er Innenminister. Seit 2024 ist er Mitglied des Europäischen Parlaments.

## Lebenslauf

### Ausbildung
Brudziński ist Absolvent der Nautischen Schulen in Świnoujście (Swinemünde). Er hat einen Abschluss an der Fakultät für Gesellschafts- und Politikwissenschaften an der Universität Stettin mit der Spezialisierung in Politologie mit Lehrberechtigung. Darauf promovierte er am Institut für Geschichte an der Adam-Mickiewicz-Universität Posen. Gegenstand seiner Forschungsinteressen sind die wirtschaftliche Nutzung des Meeres und Küstenverwaltung in Pomorze Zachodnie (Pommern) nach 1945.

### Berufliche und politische Tätigkeit
Er war Initiator und Gründer des Küstenzentrums für Berufsinformation in Stettin, das es sich zum Ziel gesetzt hat, die berufliche Qualifikation von polnischen Seeleuten und Fischern zu verbessern und Hilfe bei der Arbeitssuche auf dem internationalen Arbeitsmarkt zu leisten.
Während seines Studiums arbeitete er auf Handels- und Fischereischiffen. Er war später Mitarbeiter und Journalist des Polnischen Rundfunks in Stettin, wo er sich vor allem mit der Küstenwirtschaft beschäftigte. Er war Dozent in der Zachodniopomorska Szkoła Biznesu.
1993 trat er in die katholisch-rechtskonservative Porozumienie Centrum (Zentrums-Übereinkunft – PC) ein, danach schloss er sich der Prawo i Sprawiedliwość (Recht und Gerechtigkeit – PiS) an. Von August 2002 bis Juli 2006 war er Vorsitzender der Regionalleitung der Partei in Pomorze Zachodnie. Von Juli 2006 bis Januar 2008 war er Generalsekretär der Partei und seit 2006 füllt er auch die Funktion des Vorsitzenden des Landesvorstandes der PiS aus.
2005 wurde er mit 14.731 Stimmen über die Liste der PiS für den Wahlkreis Stettin in den Sejm gewählt. Bei den Parlamentswahlen 2007, 2011 und 2015 errang er erneut ein Abgeordnetenmandat.
Nachdem er bei der Europawahl 2024 ins Europäische Parlament gewählt wurde, ist er in der 10. Legislaturperiode (2024–2029) Ko-Vorsitzender seiner Fraktion der Europäischen Konservativen und Reformer, als solcher qua Amt Mitglied der Konferenz der Präsidenten, zudem Mitglied im Haushaltsausschuss und im Haushaltskontrollausschuss sowie stellvertretendes Mitglied im Ausschuss für bürgerliche Freiheiten, Justiz und Inneres.

## Privat
Brudziński ist verheiratet und hat zwei Töchter.